# Швейцарский центр электроники и микротехнологии
Швейцарский центр электроники и микротехнологий (ЦСЕМ; фр. Centre Suisse d’Electronique et de Microtechnique, CSEM) — швейцарский центр научных исследований и разработок в форме государственно-частного партнерства; специализируется на разработках в области микротехнологии, нанотехнологии, микроэлектроники, системотехники, фотовольтаики и на коммуникационных технологиях. Штаб-квартира находится в городе Невшатель. ЦСЕМ также имеет отделения в швейцарских городах Биль, Цюрих, Альпнахе и Ландкварте, а также — филиал в Бразилии.

## История
ЦСЕМ был создан властями Швейцарской Конфедерации в начале 1980-х годов. В тот период Швейцарский Федеральный совет был обеспокоен тем, что швейцарская промышленность теряет свои позиции по сравнению с другими странами в сфере новых технологий. Чтобы противостоять данной тенденции, совет выступил за создание частных научно-исследовательских центров; кроме того, было решено создать Швейцарский центр электроники и микротехнологии. Невшатель, уже известной своими давними традициями часового дела и микротехники, показался подходящим местом для нового центра.
В 1984 году три организации из Невшателя, работавшие в области микротехнологии — Centre Electronique Horloger (CEH), Fondation Suisse pour la Recherche en Microtechnique (FSRM) и Laboratoire Suisse de Recherches Horlogères (LSRH) — объединились в центр CSEM. С момент создания ЦСЕМ ряд швейцарских компаний начал сотрудничать с новым R&D центром.
С момента своего создания ЦСЕМ работал над прикладными проектами, связывая экономику и науку. ЦСЕМ утверждает, что постоянно корректирует свои исследования в соответствии с нуждами промышленности. Первоначально ЦСЕМ работал в тесном контакте с компаниями часовой промышленности, однако затем расширил сферу своей деятельности; в XXI веке он работает с компаниями из различных отраслей, предлагая широкий спектр технологий для различных рынков.
ЦСЕМ совместно с другими компаниями выпускает трибометры, медицинских роботов, солнечные батареи , часы реального времени и электронные компоненты для космической техники. В ЦСЕМ разработана система Cadwork.